# Walter Costa
Pour l’article ayant un titre homophone, voir Valter Costa.
Pour les articles homonymes, voir Costa.
Walter Costa, né le 25 mars 1973 à Luanda, en Angola, est un ancien joueur angolais de basket-ball, évoluant au poste de meneur. Il devient ensuite entraîneur.

## Carrière
- Médaille d'or aux Jeux africains de 2003
- Médaille d'or aux Jeux africains de 2007